# Зачіски в Стародавньому Римі
Цирульник був завезений в Рим грецькими колоніями на Сицилії в 209 або 300 році до нашої ери.   Першого цирульника до Риму привіз чоловік на ім'я Публій Титіній Менас .  У перші періоди римської історії більшість людей були самі собі перукарями. Згодом люди вибрали професійних перукарів, тому що інструменти, які використовували для перукаря, були важкими в обробці.  У багатих римлян були свої персональні цирульники.  Пліній Старший вважав, що Сципіон Еміліан був першим римлянином, який голився щодня.   Професія барбариса найбільше процвітала в імперський період.  Римляни прийняли елліністичні зачіски. 

## Форми і види зачісок
За часів Римської імперії чоловічі зачіски сталі більш різноманітними. Вони загубили відбиток аскетизму і суворості, набувши деякі риси химерності і зніженої. Римські громадяни носили зачіски з чубками, з скрученими пасмами. Багаті патриції наслідували зачіскам своїх імператорів. Таким прикладом був Октавіан Серпень (63 р. до н. е.— 14 р. н. е.), римський полководець, римський імператор. В античному світі він вважався ідеальною особою. Скульптори зуміли передати в його портретах палкий темперамент, розум, духовну і фізичну красу, а також нещадну, пихатість. Римляни наслідували йому в зачісці: прямі пасма замість сильно скрученого волосся — повернення до староіталійських форм, зачісок етрусків. Грецькі ідеали були витіснені. «Римськими» зачісками вважалися зачіски, які носили в Італії в III столітті до нашої, ери. Зачіски сталі більш строгими. Імператори Тіберій (Тіберій Клавдій Нерон, 42 р. до н. е.— 37 р. н. е.) і Траян (Марк Ульпій Траян, 53—117 рр. н. е.) носили короткі зачіски, які були різновидами зачіски Серпня. Імператор Тіт Флавій Веспасиан (39—81 рр. н. э.) носив зачіску з напівдовгих волосся, злегка скрученого, зберігаючи вірність римським традиціям. Римський поет Вергилій в зачісці наслідував етрускам. Крупні пасма злегка в'юнкого волосся, що зачесало на лоб, нагадували силует латинської букви S. За часів «солдатських імператорів», що часто мінялися, чоловічі зачіски були з короткого волосся, зустрічалися навіть дуже короткі, типу «їжачок». Плішивість маскували за допомогою невигідного волосся, вживали парики. Зачіски на париках залежали від різних обставин — пори дня, погода. За часів Імперії всі зачіски робилися з скрученого волосся. Прикладом може служити зачіска імператора Марка Аврелія Антонія, що прозвав Каракаллой.
Після довгих років наслідування в зовнішньому вигляді стародавнім грекам римляни зуміли створити свій стиль; так само як і в стародавніх греків, причісування стало важливою церемонією. За виконанням зачіски, її збереженням спостерігали спеціальні рабині — тонсорес і кіпасис. Патриції багато годин проводили за туалетом. Рабині виконували зачіски гарячою завивкою, робили і «мокре» холодне укладання. Стригли особливими серповидними бритвами. Кожний виконував свою операцію. Жіночі зачіски в період Римської республіки робилися з довгого волосся. Волосся, розділене прямим проділом, укладалося ззаду в тугі об'ємні пучки. Робили треба лобом вал, який називали нодус.
Римські матрони мали від природи темне волосся і по римських законах не винні були їх колір змінювати. Зачіски з пучками носили жінки, належні до різних станів. З розширенням зв'язків з іншими країнами з'явилися нові силуети і форми зачісок — типу єгипетських («геометричних»), грецьких вузлів. Зачіски типу грецького вузла набули деякого важкоатлета, вони стали більш щільними, менш нарядними. Зачіски можна розділити на два основні вигляд — з різноманітними плетеннями з кіс і завивкою хвилями. Інші зачіски були варіантами цих двох видів. За часів Імперії законодавцями мод в області зачісок сталі імператора. Тому зачіски умовно стали називати по їх іменах, наприклад типу Домни, типу Береникі, типу Агрипини. Зачіски часів Імперії були настільки вишукані і різноманітні, що знаменитий поет, знавець мод Овідій Назон писав, що легше перерахувати жолуді гіллястого дуба, чим зачіски римлянок. Зачіски міняли кілька разів в день; ця пристрасть була така велика, що навіть на мармурових бюстах і скульптурах робили знімні деталі для зміни зачісок. Зачіски поступово збільшувалися у висоту, тому стали використовувати дротяні каркаси, підкладні вали, спеціальні прикраси з мідного дроту у вигляді витончених діадем для підтримки і зміцнення пасм волосся. Складні, багатоярусні зачіски вимагали великої кількості волосся, тому стали користуватися невигідним волоссям — париками.
Римські жінки носили зачіску, яка складалася із завивки хвилями і кіс, укладених поверх неї з потилиці до лоба. Робили високі, складні зачіски, в яких поєднувалися різного вигляду локони, розташовані ярусами. При цьому на потилиці або низько на шиї з тонких кісок робили плоский пучок, укладали його у вигляді кошика або черепашки, завитка. В період імперії популярна була зачіска тутулус, її носили знатні патриціанки. Волосся завивалося, підводилися треба лобом, кріпилися на раму. Доповненням цієї зачіски були конусоподібні шапочки. Для наречених була особлива зачіска: шести укладених навкруги голови кіс, які перевивалися червоною стрічкою. Поверх зачіски прикріплювали фату жовтого кольору. Але фата не була єдиним головним убором. Наречена могла надіти хустку вогненного кольору чотирикутної форми. З боків і ззаду хустка спадала м'якими складками, залишаючи особу відкритою. На торжествах зачіски прикрашали перлами — він цінувався дорожче за всі камені. Оскільки римським матронам здавалося, що чорний колір волосся грубить, то стали застосовувати освітлювачів.
Розповсюдився звичай носити світлі парики. А найбільш екстравагантні аристократки насмілювалися носити кольорові Парики.
Парики рудого кольору носили в основному куртизанки, танцівниці. Фарбування волосся вимагало особливих лужних складів і спеціальних знань, тому рабині-ортотрікс виконували цю роботу у декілька етапів. Спеціальна каламистра мила, просушувала волосся, навивала на щипці. Інша, псекас, мастила волосся помадою, а третя, кіпасис, укладала їх в певну форму.
Культура Рима періоду Республіки пронизана інтересом до особи, внутрішнього світу людини. Скульптурні портрети правдиво передають риси портретіруємого. Зображали не героїв, а людей. Суворий погляд, суворість, чіткість ліній зачісок властиві всім портретам.
«Плита надгробка» — скульптурне зображення чотирьох чоловік: двох жінок і двох чоловіків. В жінок зачіски з нодусами. Чоловічі зачіски — довгі пасма майже прямого волосся, що спускається низько на лоб.
Великий вплив на формування моди в період Імперії робили скульптурні мармурові портрети імператорів і імператорів.
«Імператор Агрипина» — скульптурне зображення матері імператора Нерона, другої дружини Клавдія. Зачіска витончена, складається з різного виду локонів. Ряд локонів треба лобом, від нього волосся розходиться крупними хвилями. На скронях паралельні ряди круто скручених локонів, укладених чітко об'ємними півкулями. На лобі легкий чубок, що складається з дрібних кілець. За вухами закріплені змієподібні спускові локони, які розподілені по обидві сторони шиї.
«Доміция»: голова імператора прикрашена високою зачіскою. Рамка каркаса дозволяє розташувати волосся у вигляді слимаків густою масою. Лоб з двох сторін закритий витонченими локонами, що додає особі трикутну форму.
«Скульптурний портрет часів імператора Траяна», Зачіска молодої жінки вражає красою, оригінальністю, незвичністю форми. Над головою у вигляді німба підносяться локони, прикріплені на невидимий дротяний каркас, який дає міцність і стійкість зачісці. Крупні скручені локони укладені по кругу, створюючи видимість волосяного кокошника. Волосся потиличної частини заплетено в дрібні, тонкі кіски і укладено в круглий пучок, проколений тонкою довгою шпилькою з круглим навершиєм.
«Скульптурний портрет імператора Юлії Домни». В її зачісці уявлено інший напрям моди — вся зачіска виконана у вигляді хвиль з скрученого волосся. На потилиці низько зміцнений широкий, щільний пучок.
1. ↑  Townsend, George Henry (1874). The Manual of Dates: a Dictionary of Reference to the Most Important Events in the History of Mankind: To be Found in Authentic Records (англ.). F. Warne & Company. Архів оригіналу за 13 грудня 2021. Процитовано 13 грудня 2021.
2. ↑  The Living Age (англ.). Living Age Company. 1919. Архів оригіналу за 13 грудня 2021. Процитовано 13 грудня 2021.
3. 1 2 3 4  Kaufman, David B (21 березня 1932). Roman Barbers. The Classical Weekly. № 25. JSTOR 4339078. Архів оригіналу за 13 грудня 2021. Процитовано 13 грудня 2021.
4. 1 2  Nicolson, Frank W. (1891). Greek and Roman Barbers. www.jstor.org. Архів оригіналу за 21 листопада 2021. Процитовано 11 листопада 2020.
5. ↑  Pliny the Elder. Natural History. Архів оригіналу за 3 лютого 2022. Процитовано 24 березня 2022.